# 本·翰劳
本杰明·伯纳德·翰劳（英語：Benjamin Bernard Haenow，1985年1月6日—）是一位英国歌手。他在2014年获得了第十一届X音素的冠军之后，于2014年12月发布了翻唱乐队共和世代（OneRepublic）的名为《我需要的东西》（Something I Need）出道单曲。这支单曲一经发出便获得了英国单曲排行榜的冠军，并成为2014年圣诞节期间的单曲冠军。
翰劳在2015年11月发布了首张录音室专辑，主打歌为他与凯莉·克拉克森合唱的《二手心》（Second Hand Heart）。

## 早年生活
本·翰劳1985年1月6日出生于英国英格兰克罗伊登，父亲名叫米克（Mick），母亲名叫罗莎娜·翰劳（Rosanna Haenow）(姓沃德)。翰劳还有一个名为亚历克斯（Alex）的哥哥。他们的父母婚姻破裂时，本只有四岁，这迫使他的母亲同时做三份工作以维持他们的生计。本14岁时，患上了抑郁症，每天都要喝一瓶伏特加，直到他“生病和麻痹」。
翰劳15岁时就已经在乐队唱歌，而且还于2006年与他的哥哥亚历克斯创建了一个名为迷失音频的摇滚乐队。在参加X音素之前，他是一位货车司机。

## 事业

### 开端：2014年参加X音素
2014年6月26日，翰劳参加了在英国威尔士纽卡斯尔举行的第十一届X因素的海选，他面试时演唱的是比尔·威瑟斯的歌曲《是不是没有阳光》（Ain't No Sunshine）。翰劳演唱完毕后，四个评委均给出了“通过”的投票，他顺利通过了海选。翰劳演唱滚石乐队的《野马》（Wild Horses）后，顺利晋级到“训练营”。他被分到“25岁及以上”类别中，并由西蒙·考威尔指导。而后他成功地通过了评委之家的考验，并被西蒙·考威尔选定与杰伊·詹姆斯和最终获得亚军的弗勒·东同台表演 （以及最终获得第六名的史戴维·里奇）。
翰劳与弗勒·东一同进入了决赛，胜利的关键是要在当场的观众投票数中获得优势，而翰劳从未垫底过，继而进入了决赛。2014年12月14日，当场的票选结果公布，翰劳得到的票数高于弗勒·东，成功获得了2014年X音素的冠军。这个结果公布后，也意味着翰劳从第四次现场表演到第十次现场表演一直都獲得最多公眾票數的选手。
| 2014：在X音素上的演唱与结果 | 2014：在X音素上的演唱与结果      | 2014：在X音素上的演唱与结果            | 2014：在X音素上的演唱与结果 |
| 情境                        | 主题                             | 歌曲                                   | 结果                        |
| --------------------------- | -------------------------------- | -------------------------------------- | --------------------------- |
| 海选                        | 自由选择                         | 《Ain't No Sunshine》                  | 晋级到竞技场                |
| 竞技场试镜                  | 自由选择                         | 《Wild Horses》                        | 晋级到新手训练营            |
| 新手训练营                  | 自由选择                         | 《Hotel California》                   | 晋级到评委房子              |
| 评委房子                    | 自由选择                         | 《With a Little Help from My Friends》 | 晋级到现场表演              |
| 第一次现场表演              | 一号分组                         | 《Bridge over Troubled Water》         | 安全（第四名）              |
| 第二次现场表演              | 20世纪80年代音乐                 | 《Jealous Guy》                        | 安全（第四名）              |
| 第三次现场表演              | 电影里的音乐                     | 《I Don't Want to Miss a Thing》       | 安全 (第三名)               |
| 第四次现场表演              | 万圣节                           | 《Highway to Hell》                    | 安全 （第一名）             |
| 第五次现场表演              | Queen对对上迈克尔·杰克逊         | 《Man in the Mirror》                  | 安全 （第一名）             |
| 第六次现场表演              | Big band（一种合奏音乐形式）     | 《Cry Me a River》                     | 安全 （第一名）             |
| 第七次现场表演              | 惠特尼·休斯顿对对上埃尔顿·约翰队 | 《I Will Always Love You》             | 安全 （第一名）             |
| 第八次现场表演              | 其他艺术家选择歌曲               | 《Come Together》                      | 安全 （第一名）             |
| 第八次现场表演              | 点唱机                           | 《Thinking Out Loud》                  | 安全 （第一名）             |
| 第九次现场表演              | 圣诞节                           | 《Please Come Home for Christmas》     | 安全 （第一名）             |
| 第九次现场表演              | 唱一首能让你进入决赛的歌         | 《Hallelujah》                         | 安全 （第一名）             |
| 第十次现场表演              | 无主题                           | 《Demons》                             | 安全 （第一名）             |
| 第十次现场表演              | 与名人一起唱歌                   | 《Thinking Out Loud》 (与紅髮艾德)     | 安全 （第一名）             |
| 第十次现场表演              | 重唱一首歌                       | 《Man in the Mirror》                  | 冠军（第一名）              |
| 第十次现场表演              | 冠军单曲                         | 《Something I Need》                   | 冠军（第一名）              |

在翰劳被宣布成为冠军一天后，也就是2014年12月15日，他发布了以共和世代的《Something I Need》封面的他的冠军单曲，可以从数位下载，並在2014年12月17日正式實體發行這單曲，內含翰劳在X音素上演唱的其他三个单曲—— 《Jealous Guy》、《Highway to Hell》和《Man in the Mirror》。2014年12月18日，这支单曲获得了爱尔兰单曲排行榜圣诞期间的第二名，位于马克·龙森的《Uptown Funk》之后，这也是X音素9年来第一次在圣诞期间未能获得爱尔兰单曲排行榜的冠军。
2014年12月21日，翰劳版本的《Something I Need》在英国推出，首周以21万4000的销售成绩夺得了英国单曲排行榜在圣诞期间的冠军。再加上此前该单曲曾在封面背后拼揍了30个“他们知道这是圣诞节吗？”便已有将近31萬3000的销售数量，使其2成为了当年第二热销的单曲。。

### 2015：专辑《Ben Haenow》
2015年1月6日，是翰劳的30岁生日。当天，他宣布已与Syco Musci公司签约。随后，他到美国加州洛杉矶待了几个月时间，以完成其首张同名专辑《Ben Haenow》的录制，这张专辑发布于2015年11月13日。翰劳与凯莉·卡拉克森合作的该专辑的主打歌《Second Hand Heart》发布于2015年10月9日，最高排名為21位。

## 唱片

### 专辑
| 名称           | 详情                                                         | 最高排行 | 最高排行 | 最高排行 | 唱片认证             |
| 名称           | 详情                                                         | 英国     | 爱尔兰   | 苏格兰   | 唱片认证             |
| -------------- | ------------------------------------------------------------ | -------- | -------- | -------- | -------------------- |
| 《Ben Haenow》 | - 发布于2015年11月13日 - 标签: RCA唱片 - 格式: 数字下载 及CD | 10       | 16       | 7        | - 英国唱片业协会：银 |

### 单曲
| 年份   | 名称                                          | 最高排行 | 最高排行 | 最高排行 | 最高排行 | 唱片认证                                      | 收录专辑       |
| 年份   | 名称                                          | 英国     | 爱尔兰   | 非洲     | 苏格兰   | 唱片认证                                      | 收录专辑       |
| ------ | --------------------------------------------- | -------- | -------- | -------- | -------- | --------------------------------------------- | -------------- |
| 2014年 | 《Something I Need》                          | 1        | 2        | 3        | 1        | - 英国唱片业协会: 白金 - 南非唱片业协会: 白金 | 《Ben Haenow》 |
| 2015年 | 《Second Hand Heart》 （与凯莉·克里克森合作） | 21       | 56       | —        | 4        |                                               | 《Ben Haenow》 |